# Romancero de carnaval

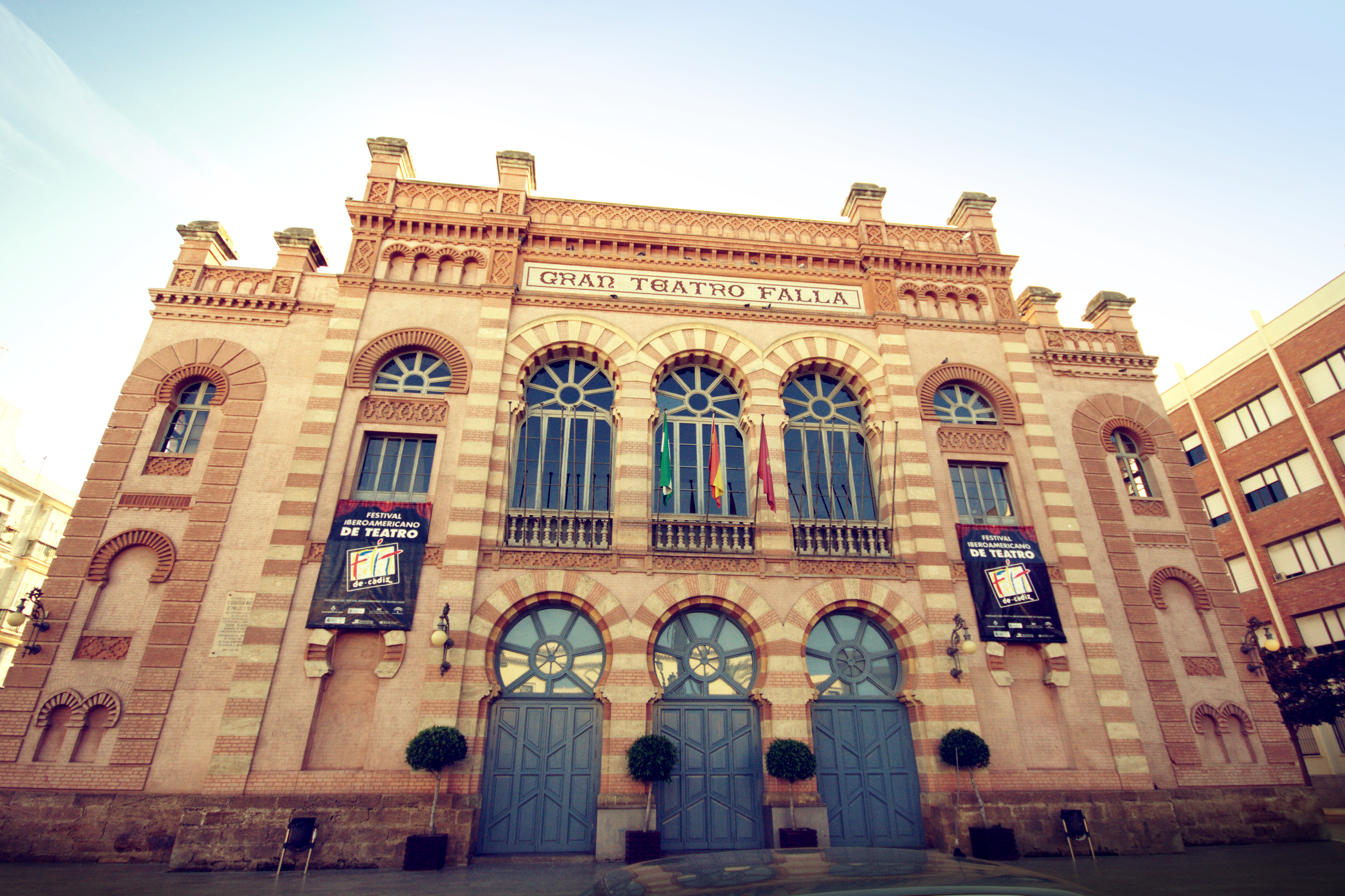
Gran Teatro Falla.

El romancero de carnaval se trata de una de las esencias más emblemáticas del carnaval puro de Cádiz. En clave de humor, una o dos personas recita un texto, con rima, en el que se narran las peripecias o los hechos del recitador (romancista), quien se encuentra caracterizando un tipo con un disfraz. Este se acompañará de un gran panel, con dibujos alusivos al romancero, y una vara para ir indicando lo que se recita
Normalmente siguen la métrica del romance, típica de la literatura española. Aunque fuera del Concurso oficial de agrupaciones del carnaval de Cádiz, los romanceros tienen su propio concurso en la semana de carnaval.
Fuera del concurso, la modalidad es fundamentalmente callejera. Durante toda la semana de carnaval se puede disfrutar de los romanceros en las calles de Cádiz, compartiendo escenario con las demás agrupaciones y chirigotas ilegales. En el carnaval de la calle, existe una noche especial dedicada al romancero.

## Denominaciones
Aunque estrictamente hablando el texto es un Romance, y la persona que lo interpreta es un Romancista, en Cádiz a ambos se le llama popularmente Romancero. Al tablón en cuyos dibujos la historia se apoya, se le llama Cartelón. Al cartelón se le golpea con un palo entre estrofas o para llamar la atención del público, a este palo algunos le llaman Puntero, o simplemente Palo. Los romanceros escriben su letra o romance en unas hojillas que se denominan Libretos, y que al final de su actuación reparten entre el público esperando a cambio una pequeña compensación económica (la voluntad).

## Métrica
Como ya se ha mencionado, el romance ha de estar compuesto por un número variable de estrofas de cuatro versos de arte menor (octosílabos), rimando asonantemente el segundo con el cuarto y dejando el primero y el tercero libres de rima. En la práctica, la mayoría de los romanceros gaditanos emplean rima consonante en el segundo y cuarto verso, dejando el primero y el tercero con rima asonante o libre. Esta práctica da una mayor libertad a la hora de confeccionar el romance, ya que el objetivo principal es hacer reír al público y no mantener una métrica perfecta.

Veamos un ejemplo, extraído del Romancero "El auténtico Satanás" de Salvador Fernández Miró, primer premio del Concurso de Romanceros del año 2003. Se puede ver el texto completo en el enlace:

Soy Satanás, el Diablo,
malvado, perverso, feo...
El príncipe de las tinieblas
y el Señor del cachondeo.

## Concurso
Aunque se trata de una modalidad fundamentalmente callejera, los romanceros tienen su propio concurso. El concurso se desarrolla en dos fases, semifinales y final: Las semifinales se celebran en el Teatro de Títeres la Tía Norica y la final en el Gran Teatro Falla. Existe un primer, segundo, tercer, cuarto y quinto premio para los mejores textos e interpretaciones (en 2017 se aumentó el número de premios de tres a cinco). Además, hay un premio al mejor cartelón.

### Premios
| Certamen       | Mejor Cartel                                               |                                                                            |                                                                            |                                                                                |                                                                |                                                                   |
| -------------- | ---------------------------------------------------------- | -------------------------------------------------------------------------- | -------------------------------------------------------------------------- | ------------------------------------------------------------------------------ | -------------------------------------------------------------- | ----------------------------------------------------------------- |
| XLIII (2023)   | El callehero (Manuel Sánchez)                              | El hombre que susurraba a la berza (David Caro)                            | Terminator, los cyborg de la Bahía (Agustín Barba y Pedro Barba)           | Lo que me sale del coño (María Nazaret Jiménez)                                | Este guardia sabe latín (Abraham Andrade y David Medina)       | Esto es lo que air (Juan Francisco Butrón y Manuel Pereira)       |
| XLII (2022)    | Roland Guarrón (Rafael Piñeiro y Joaquín Santos)           | Ritual satánico de verano (David Caro Betanzos)                            | En la inquina te espero (Raúl y Álvaro Moreno Gómez)                       | Los que vinieron de Wuhan sin saber ni dibuján (Manuel Pereira y Quico Butrón) | Patri Arcadas (Inés Sánchez Pichardo)                          | A mí con ese cuento (Juan A. Andrades y Begoña Fuentes)           |
| XLI (2020)     | De practicar Ketamasutra (Rafael Piñeiro y Joaquín Santos) | Los Lolailan de Long Island (Manuel Pereira y Quico Butrón)                | Las Greta de la Caleta (Fco. Javier Benítez y Fco Javier Sánchez)          | El jubilado del metal (Manuel Sánchez Cerpa)                                   | Ese Cain Oé… (Juan José Carretero y Raúl Moreno)               | Los Quillo y los trogloditas (Agustín Barba y Pedro Barba)        |
| XL (2019)      | El que faltaba (Manuel Sánchez)                            | Un mal día lo tiene cualquiera (Francisco Javier Benítez y Javier Sánchez) | La verdadera historia de Doña Cuaresma (Antonio Beiro)                     | Nostradamus y sus visiones después de dos trocolones (Álvaro Ballén)           | Los Mágicos González (Agustín Barba y Pedro Barba)             | Ni tan bella ni tan bestia (Susana Ginesta y Abraham Andrade)     |
| XXXIX (2018)   | El internecio (Manuel Sánchez)                             | El diablo se viste de Eutimio (Álvaro Bailén)                              | Los malangeles de Charlie (Manuel Pereira y José F. Butrón)                | Titanic a secas (Susana Ginesta y Abraham Andrade)                             | Sindicato de Obreros de Rancho (Andrés Ramírez y David Medina) | Los mimosos D'Escuadra (Sergio Torrecilla y Joaquín Varela)       |
| XXXVIII (2017) | Lobez o no lobez (Manuel Sánchez)                          | Rocky Balboa, la leyenda (Agustín Barba y Pedro Barba)                     | Pretty Woman, bodas de plata (Susana Ginesta y Abraham Andrade)            | Os percebeiros morren por febreiro (Sergio Torrecilla y Joaquín Varela)        | Cuando tu Brad, yo vengo de Pitt (Álvaro Ballén                | Las reinas de las fiestas (Aída Santos-Allely y Mariki Fernández) |
| XXXVII (2016)  | El Conquistador (Andrés Gómez e Ignacio Espigado)          | Banda de cornetas y tambores, Amigos de las lágrimas, la cruz y el calvario de Cádiz (Andrés Ramírez y David Medina)                                                                           | Grey, no vayas presumiendo por ahí (Álvaro Ballén Pozo)                    | Ben-Hur (Agustín Barba y Pedro Barba)                                          |                                                                |                                                                   |
| XXXVI (2015)   | Donde L'Adán, las toman (Álvaro Ballén)                    | ¡Al pan pan y al vino... de cabeza! (Sergio y Calixto)                     | Frankenstein (Agustín Barba y Pedro Barba)                                 | Doro el exploradoro (Antonio Beiro)                                            |                                                                |                                                                   |
| XXXV (2014)    |                                                            | El eterno repetidor (Agustín Barba y Pedro Barba)                          | Los viajes de Marco Polo (Sergio Torrecilla Pérez y Juan Antonio Revuelta) | El Chef Guevara y su pinche Villa (Miguel Rodríguez Rodrigúez)                 |                                                                |                                                                   |
| XXXIV (2013)   |                                                            | El desafío extremo en Cádiz (Agustín Barba y Pedro Barba)                  | Drag-Gados y con tacones ¿te das queen? (Domingo Acedo Moreno)             |                                                                                |                                                                |                                                                   |

## Asociaciones de Romanceros
Existen algunas asociaciones que tienen como objeto promover y hacer respetar la modalidad del Romancero en el seno del Carnaval, a que ha sido una modalidad olvidada durante los últimos tiempos y considerada minoritaria, aunque nada más lejos de la realidad. Las asociaciones son las siguientes:
- ARO: Asociación de Romanceros del Carnaval de Cádiz. Con página en Facebook y sede en la calle Regimiento de Infantería, 5 de Cádiz capital.
- ARGA: Asociación de Romanceros Gaditanos.
- Sindicato de Romanceros de Murcia.

## Romanceros ilustres
Cada año salen a la calle entre veinte y treinta romanceros, pero sin duda alguna los más famosos y esperados por el público son los siguientes:
- Salvador Fernández Miró (el dentista). Muy conocido y alabado, varias veces ganador del concurso de romanceros. Ha creado un estilo propio. A veces colabora con él el famoso autor carnavalesco José Manuel Gómez.
- Paco Pérez Mesa. Autor e intérprete muy querido por el público, ha destacado con romanceros como "el solitario" o "el Marqués de Sade". También colabora en ocasiones con José Manuel Gómez.
- Ana López. Componente de chirigotas callejeras y autora de romanceros. Destaca por la genialidad de sus textos, que adereza con una fantástica interpretación. Pertenece al grupo de teatro "Chirigóticas", junto con Pepa Rus.
- Joaquín Santos Leonés (Ketama). Sin duda uno de los más esperados por el público cada año, hace honor del verso gamberro y desenfadado, siendo la antítesis de los romances de Salvador Fernández. Suele innovar en el romancero, llegando a sacar dos romanceros en un solo año, en activo desde 1989 donde sacó su primer romancero "el mago y yo" con el que consiguió el primer premio.
- Rafael Piñeiro "Cuqui". Uno de los romanceros más antiguos, desde 1991. En 2002 hizo pareja con el Ketama. Posiblemente sea el autor de romanceros con más romanceros escritos. Primer cartelón de oro, otorgado en el año 2019.
- José Manuel Gómez (el Gómez). Casi todos los años es autor de uno o dos romanceros, las pocas veces que ha sido intérprete nos ha dejado obras maestras de la talla de "la granja liberación".
- Juan Antonio García Rodríguez (ErPapi) y Alberto García Román. Romancero revelación del 2013 donde por primera vez saltan al mundo del romancero con "El Santo, de guante blanco".
- Álvaro Ballén Pozo. Autor e intérprete muy esperado por el público del teatro y callejero. Concursa desde 2007 y destaca por romanceros como "Ten cuidao con lo que vai a disí que está aquí el wikiliks" (primer premio), "Grey no vayas presumiendo por ahí" (segundo premio), más varios premios y entre ellos uno a mejor cartel.
- Hermanos Barba. Comenzaron actuando solo a la calle, y desde 2011 concursan, todos los años con premio. Primer Premio en 2013 con "Desafío Extremo de Cádiz" y en 2014 con "El Eterno Repetidor", más varios segundos y terceros premios.
- José Manuel Bravo "el Moi de la Isla". Una institución en el romancero. En activo desde 1987